# Canefield Airport

i7
i11
i13
Der Canefield Airport (IATA-Code: DCF, ICAO-Code: TDCF) ist einer der beiden Flughäfen des karibischen Inselstaats Dominica. Er liegt etwa 2 km nördlich von Roseau.
Die Rollbahn des Flughafens ist mit unter 1000 Metern zu kurz für moderne Jets und lässt sich auch aufgrund der Lage kaum erweitern. Der Flughafen verfügt über keine internationale Zulassung und kein Instrumentenlandesystem und wird daher nur tagsüber und bei guter Sicht von Regierungs- oder Privatmaschinen angeflogen. Mit dem Ausbau des Douglas-Charles Airport, der sich ca. 30 Kilometer entfernt an der Nordostküste der Insel befindet und seit Ende 2010 über ein Instrumentenlandesystem verfügt, hat die Bedeutung des Canefield Airport stark nachgelassen.